# Jarell Quansah
Jarell Amorin Quansah (Warrington, 29 gennaio 2003) è un calciatore inglese, difensore del Bayer Leverkusen.

## Caratteristiche tecniche
È un difensore centrale ma nel corso del suo percorso giovanile ha giocato spesso come terzino destro.

## Carriera

### Club
Quansah è entrato a far parte del settore giovanile del Liverpool nel 2008 all'età di soli cinque anni. Nel corso degli anni ha scalato le varie gerarchie ricevendo spesso la fascia da capitano. Nel dicembre 2021 ha ricevuto la prima convocazione in prima squadra per un incontro di EFL Cup, dove è tuttavia rimasto in panchina.
Il 20 gennaio 2023 è stato ceduto in prestito al Bristol Rovers fino al termine della stagione. Ha fatto il suo esordio nel calcio professionistico otto giorni dopo nell'incontro di Football League One perso 5-1 contro il Morecambe. Al termine della stagione ha fatto ritorno al Liverpool dopo un totale di 16 incontri disputati ed ha firmato il rinnovo del contratto.
Il 27 agosto 2023 ha esordito con i Reds sostituendo Joël Matip contro il Newcastle Utd in Premier League. Il 16 settembre ha giocato per la prima volta da titolare contro il Wolverhampton in EFL Cup. Il14 dicembre successivo, segna la sua prima rete in carriera, nell'ultima giornata di Europa League contro l'Union Saint-Gilloise, partita persa per 2 a 1.
Il 2 luglio 2025 passa al Bayer Leverkusen con il quale firma un contratto valido fino al 2030.

### Nazionale
Quansah è convocabile dalle nazionali di Inghilterra, Scozia, Ghana e Barbados tramite le origini dei suoi genitori.
Il 17 giugno 2022 è stato incluso nella squadra dell'Under-19 per il Campionato europeo di calcio Under-19, vinto in finale contro Israele. Il 10 maggio 2023 e stato incluso dal CT dell'Inghilterra Under-20 nella lista dei convocati per il mondiale di categoria.
Il 14 marzo 2025 viene convocato per la prima volta in nazionale maggiore.
Nel 2025 partecipa agli Europei Under-21.

## Statistiche

### Presenze e reti nei club
Statistiche aggiornate al 19 maggio 2024.
| Stagione        | Squadra         | Campionato      | Campionato | Campionato | Coppe nazionali | Coppe nazionali | Coppe nazionali | Coppe continentali | Coppe continentali | Coppe continentali | Altre coppe | Altre coppe | Altre coppe | Totale | Totale | Totale |
| Stagione        | Squadra         | Comp            | Pres       | Reti       | Comp            | Pres            | Reti            | Comp               | Pres               | Reti               | Comp        | Pres        | Reti        | Pres   | Reti   |        |
| --------------- | --------------- | --------------- | ---------- | ---------- | --------------- | --------------- | --------------- | ------------------ | ------------------ | ------------------ | ----------- | ----------- | ----------- | ------ | ------ | ------ |
| gen.-giu. 2023  | Bristol Rovers  | FL1             | 16         | 0          | FACup+CdL       | 0               | 0               | -                  | -                  | -                  | FLT         | -           | -           | 16     | 0      |        |
| 2023-2024       | Liverpool       | PL              | 17         | 2          | FACup+CdL       | 4+5             | 0               | UEL                | 7                  | 1                  | -           | -           | -           | 33     | 3      |        |
| Totale carriera | Totale carriera | Totale carriera | 33         | 2          |                 | 9               | 0               |                    | 7                  | 1                  |             | -           | -           | 49     | 3      |        |

## Palmarès

### Club

#### Competizioni nazionali
- Campionato inglese: 1

Liverpool: 2024-2025
- Coppa di Lega inglese: 1

Liverpool: 2023-2024

### Nazionale
- Campionato d'Europa Under-19: 1

2022
- Campionato d'Europa Under-21: 1

Slovacchia 2025